# Videolit
Un videolit és una càpsula audiovisual que s'articula a partir d'un text literari i que s'inclou en les estratègies d'aprenentatge actiu a través d'un projecte de creació. S'interpreta com un vídeo breu que expressa de manera artística un text literari, concretament el més habitual acostuma a ser del gènere poètic. Tot i que parteix d'una base literària, la peça beu de les altres arts per a crear una barreja entre la mirada subjectiva del creador i combinar imatges, text, sons, grafies... etc.
Elaborar un videolit és, doncs, crear un vídeo experimental, de dos a quatre minuts, amb un llenguatge artístic (imatges, icones, símbols, melodies i efectes sonors…) i un llenguatge textual (veus narratives, cançons, grafies, escrits). Poden crear-se sobre poemes, narracions i peces teatrals, però cal destacar que el gènere més utilitzat és la poesia.
N'és un exemple clar "Television" una obra de Todd Alcott dirigida per Skip Blumberg.

## Orígens
El concepte de videolit es posa en funcionament el 2006 i els seus creadors l'imparteixen en cursos universitaris des de llavors, com una manera d'acostar la literatura, notablement la poesia, als nous públics joves.
Per a acabar d'entendre aquest nou concepte, Aleix Cort, Cori Pedrola i Toni García, els creadors d'aquesta terminologia que implementen des de l'any 2007 com a docents al Màster de Literatura en l'Era Digital de la UOC, primer (2007-2009) i la UB, després (des del 2009), ho expliquen com: "una proposta de creació dinàmica i actual que utilitza la videocreació per a abordar un artista o un tema important des del punt de vista artístic o de pensament contemporani a través d'una càpsula audiovisual de 3-5 minuts de duració, i en la qual la paraula té un pes fonamental".
Sandra Hurtado, professora de secundària i alumna del Màster en Literatura en l'Era Digital, en el seu treball final de màster, explica que:
| « | El punt de partida [del videolit] és l'anàlisi d'un autor, una obra literària, un text d'interès artístic, ... Així, es tracta de dur a terme una interpretació del text, una comprensió dels sentiments que l'autor aboca en la seva obra, entendre la visió de l'autor, per després poder plasmar-la al videolit, des d'una òptica pròpia, una visió personal i íntima del text analitzat. La interpretació que s'efectua no està sotmesa a cap tipus de normes ni restriccions, de manera que el creador del videolit podrà aprofitar, de manera conscient o inconscient, els seus coneixements, experiències, gustos i impressions en tal procés. La subjectivitat en la creació va acompanyada, sens dubte, per la llibertat a l'hora de mostrar una percepció particular de l'obra. | » |

## Procés d'elaboració
A l'hora de fer un videolit, tot i que una de les virtuts d'aquest projecte és que la creació sigui totalment lliure, es pot seguir una estructura base que queda llistada a continuació. A partir d'aquí cada artista pot decidir com ho aplica sobre el seu projecte individual i la modela fins a crear un producte original i creatiu.

### Pensar i interpretar el text
A l'hora de triar quin passatge d'una obra es vol traslladar a la pantalla per fer aquesta creació, el principal criteri que s'ha de tenir en compte és intentar expressar la interpretació que en fa d'aquest text el creador del videolit.
Es comença doncs amb l'anàlisi d'un autor, obra literària, text d'interès artístic... Qualsevol tema pot servir com a base per un videolit, atès que el mèrit rau en el tractament i estudi que es fa dels continguts, no en el text de partida inicial. La qualitat que si que es demana en tota creació d'un videolit és que sigui formulat amb una clara voluntat artística.
El punt de partida de la creació del videolit és la interpretació que es fa del text triat. Aquesta ha d'anar més enllà d'una simple lectura i ha d'intentar entendre els valors, sentiments i simbolismes que hi ha amagats dins de l'obra, per posteriorment poder-los traslladar al mitjà audiovisual per la creació del producte final.

### Tria de continguts
Un cop feta la part interpretativa i de dissecció del text toca seleccionar el material amb el qual es crearà el videolit, el moment en què l'autor d'aquest pot expressar la seva voluntat artística, ja que tot hi té cabuda: material fotogràfic, cinematogràfic, musical, textual, visual, plàstic, sonor... Qualsevol format és vàlid, ja que del que es tracta és de ser original i representar la visió del creador i de l'obra, sigui de la manera que sigui, essent sempre fidels al text.

### Edició i producció
Un cop concertada la selecció de fragments de texts, els visuals que els acompanyen i l'àudio (musical o no), el següent i últim pas és l'edició i producció del videolit.
Aquesta pot ser des de senzilla i clara fins a abstracta i complexa, la condició principal és que transmeti els sentiments del text i del creador de la peça a l'espectador de manera artística i creativa.

## Àmbits treballats
La creació d'un videolit resulta molt transversal atès que es treballen molts sectors diferents del coneixement a l'hora de fer-lo.
Com per exemple destaca Sandra Hurtado:
- La literatura: on es desitja fomentar no només el gust per la lectura, sinó també conscienciar els alumnes de la importància de la literatura i de l'art com a font de lleure, com a instrument del creixement intel·lectual propi i també com a mitjà comunicatiu a través del qual es poden expressar vivències, sentiments, emocions. Al mateix temps, fa créixer en l'alumnat la capacitat de comprensió, d'anàlisi, conceptualització i abstracció.
- La llengua: on cal conscienciar els alumnes de la importància d'una expressió acurada tant oral com escrita a l'hora d'expressar les idees pròpies. També dona la possibilitat de treballar una segona llengua, com podria ser l'anglès.
- La música: adquirir un gust musical i entendre que és també una eina de comunicació.
- La pintura i plàstica: destacar el paper decisiu de les imatges i la relació de les arts visuals i plàstiques amb la literatura i fomentar la creativitat, la imaginació...
- La informàtica i tecnologia: aprendre a utilitzar els continguts i mitjans tècnics per a obtenir els resultats desitjats.

Atès que suposa un recurs tan útil i versàtil, molts professors estan començant a treballar-lo a classe com a projecte per estudiar la literatura.